# (415720) 1999 RU215
(415720) 1999 RU215, também escrito como (415720) 1999 RU215, é um objeto transnetuniano que está localizado no cinturão de Kuiper, uma região do Sistema Solar. Este corpo celeste é classificado como um cubewano. Ele possui uma magnitude absoluta de 7,3 e tem um diâmetro estimado com cerca de 153 km.

## Descoberta
(415720) 1999 RU215 foi descoberto no dia 7 de setembro de 1999 pelos astrônomos C. A. Trujillo, J. X. Luu e D. C. Jewitt.

## Órbita
A órbita de (415720) 1999 RU215 tem uma excentricidade de 0,067 e possui um semieixo maior de 42,918 UA. O seu periélio leva o mesmo a uma distância de 40,045 UA em relação ao Sol e seu afélio a 45,792 UA.